# Eli Mizrahi

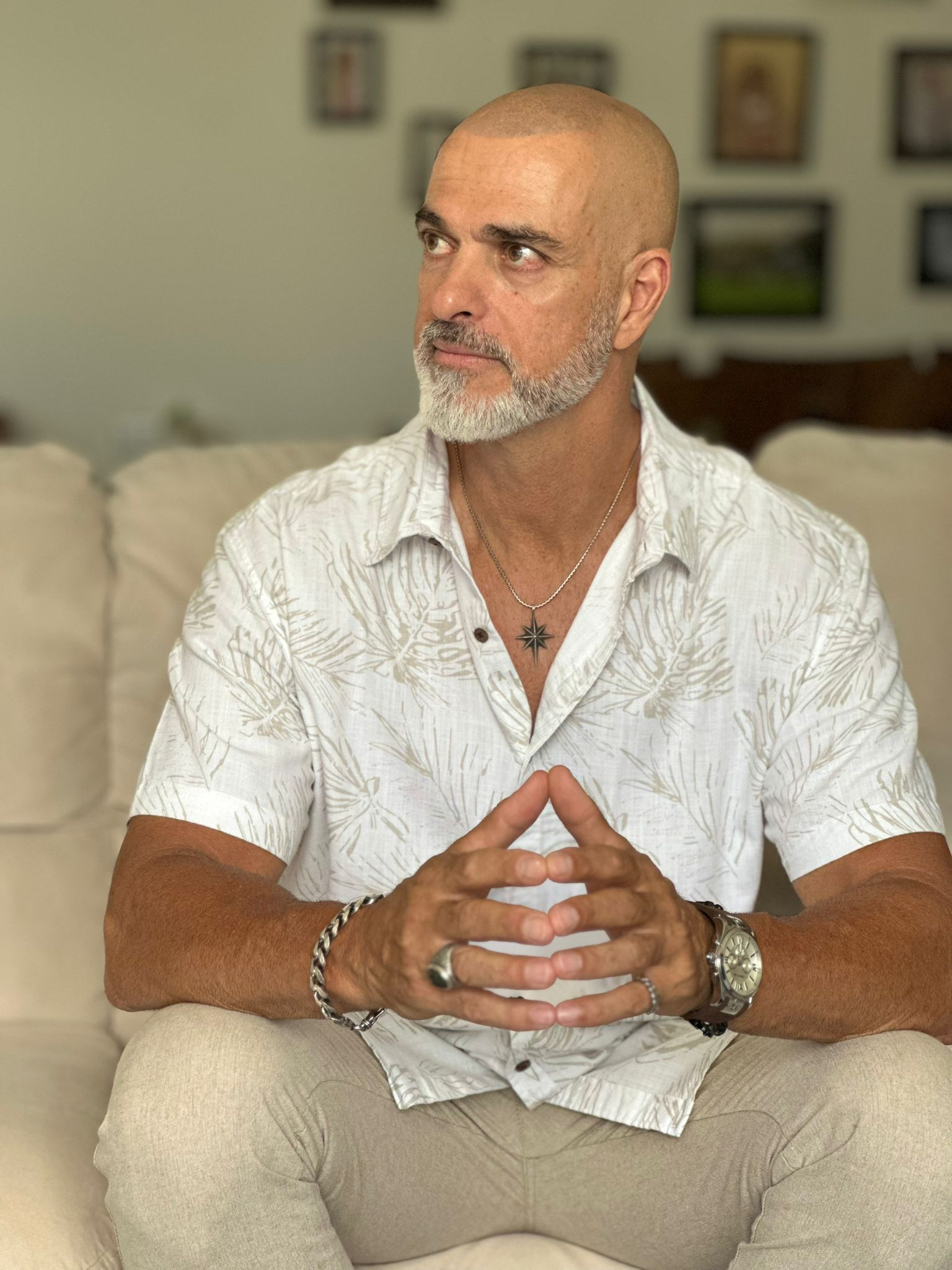

Eli Mizrahi (* 29. Oktober 1965 in Tel Aviv) ist ein israelischer Tänzer.

## Leben
Mizrahi wurde in Tel Aviv geboren und ist dort aufgewachsen. Er tanzte in der Batsheva Dance Company und arbeitete als Model. Er studierte Ingenieurwissenschaften an der University of Connecticut.
Während seiner Zeit in den Vereinigten Staaten und Kanada arbeitete er als Choreograf für das Lyric Theatre of Canada und wirkte an Aufführungen des Musicals Guys and Dolls mit.
Mizrahi produzierte die Show „Tango in Buenos Aires“ in Begleitung des Israel Philharmonic Orchestra.
Er nahm an internationalen Gesellschaftstanzwettbewerben teil. Er ist „Master Examiner“, Jurymitglied für Gesellschafts- und lateinamerikanische Tänze der International Ballroom Dance Federation. Er war Leiter der Abteilung für die Zertifizierung von Gesellschaftstanzlehrern am Interdisziplinären Zentrum der Universität Tel Aviv.
Er ist engagiert in der Produktion von Festivals, Seminaren für kommerzielle Unternehmen, internationalen Tanzwettbewerben und Veranstaltungen. Er produzierte auch das erste Pro-Am-Festival in Israel.
Er war Juror in sieben Staffeln bei der israelischen Version von Dancing with the Stars „Rokdim Im Kokhavim“ (רוקדים עם כוכבים).